# Rivière Leprohon
Rivière Leprohon är ett vattendrag i Kanada.   Det ligger i provinsen Québec, i den sydöstra delen av landet, 190 km nordost om huvudstaden Ottawa.
I omgivningarna runt Rivière Leprohon växer i huvudsak blandskog. Runt Rivière Leprohon är det ganska glesbefolkat, med 35 invånare per kvadratkilometer.